# Anas flavirostris oxyptera
Anas flavirostris oxyptera, llamada comúnmente pato barcino puneño, pato paramuno andino, pato jergón altiplánico o cerceta barcina andina, es una subespecie puneña del Anas flavirostris, un ave endémica del sur de América del Sur.

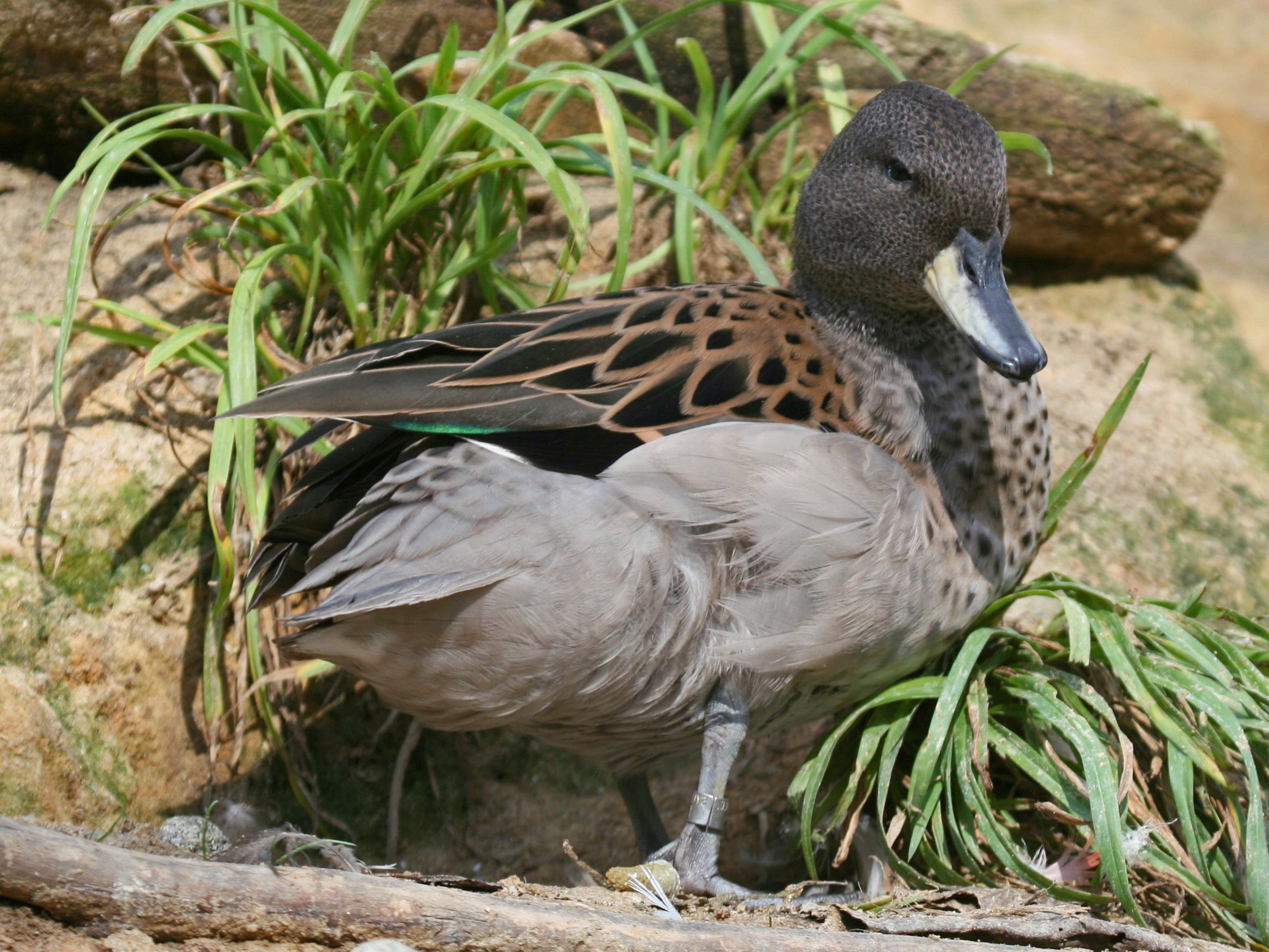
Un ejemplar cautivo en Carolina del Norte.

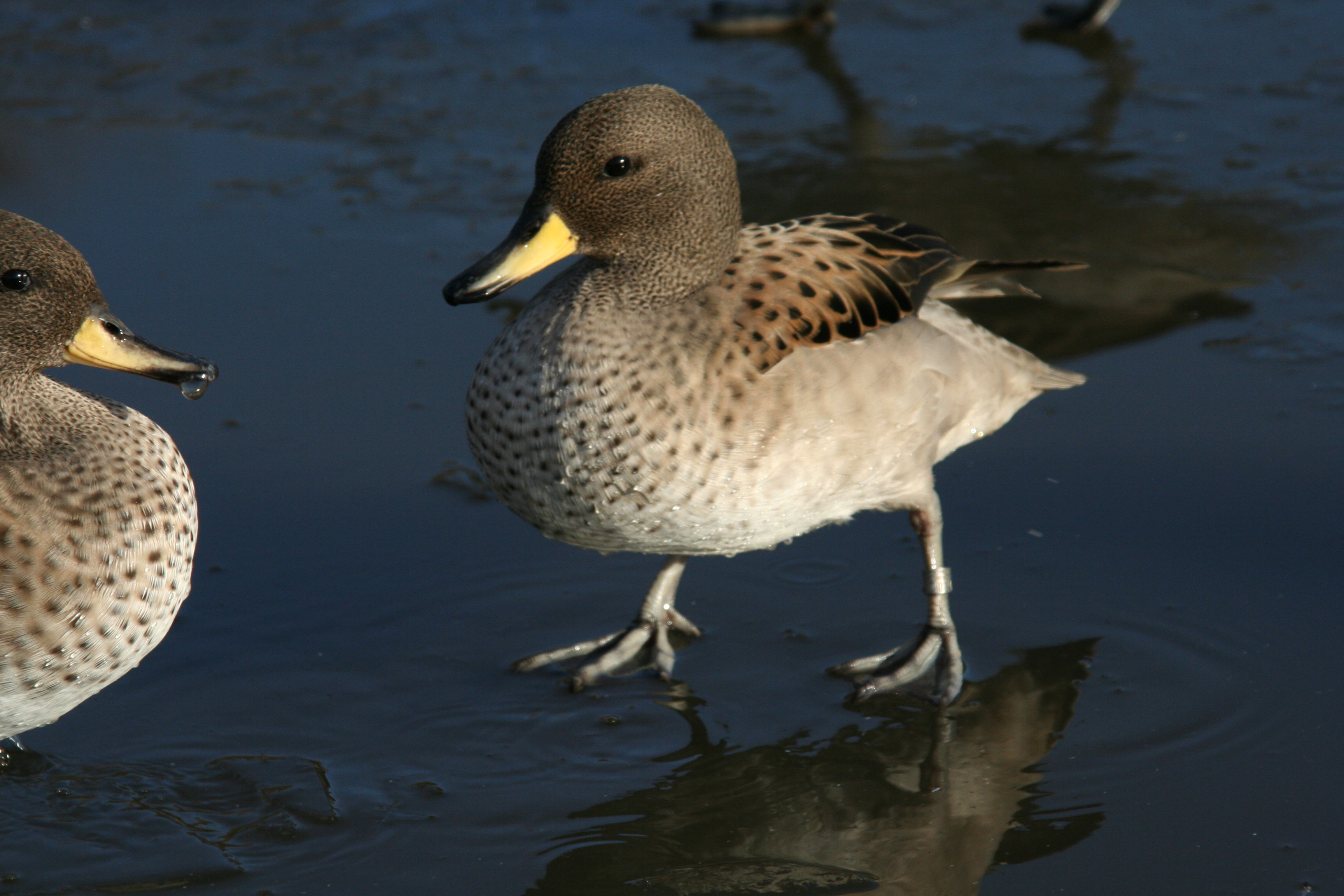
Un ejemplar de Anas flavirostris oxptera.

## Distribución
Su distribución comprende desde Perú y el oeste de Bolivia, hasta el norte de Chile y el noroeste de la Argentina. 

## Hábitats
Habita en ambientes acuáticos de altura, lagos y lagunas de agua dulce, salobre y salada. Ocupa ambientes acuáticos en altitudes desde 2000 m s. n. m. hasta los 4400 m s. n. m.

## Características
Es muy parecido a la otra subespecie de Anas flavirostris: A. flavirostris flavirostris, la cual habita a menor latitud. Es separable por tener el punteado de la cabeza y cuello más denso, lo que le otorga a esa áreas una apariencia más oscura. Otro característica es un notable contraste entre el dorso oscuro versus el ventral claro. Por último el tamaño es notablemente mayor: 37 cm, mientras que la de llanura es de sólo  33 cm. No hay dimorfismo sexual en el plumaje: machos y hembras son similares. Para algunos taxónomos, es posible que se traten de dos especies plenas.
Se alimenta de vegetales y pequeños invertebrados. Nidifica solamente en el suelo. Pone de 5 a 8 huevos. La incubación tarda 24 días.